# Ekenmarkska mönsterböckerna
Ekenmarska mönsterböckerna spreds över hela Sverige genom familjen Ekenmarks ambulerande utbildningar som pågick 1820-1860. Maria Christina Ekenmark hade sin första kurs 1824 i Stockholm i "konstvävnad" på 30 skraft.
Huvuddragen i mönsterböckerna och utbildningarna var att lära ut damastvävning i en förenklad variant med  ombyggda golvvävstolar som försågs med harnesk och dragutrustning. Mönstren kom att bli stilbildande för över hundra års vävning inom framförallt hemslöjden och husbehovsvävningen. De manuella damastväverierna lades ner under 1800-talets sista decennium, då jacquardvävstolarna helt tagit över linneväverierna i landet. Men hemslöjden och husbehovsvävningen fortsatte med de ekenmarkska mönstren.
Den första av de ekenmarkska mönsterböckerna gavs ut av J. E. Ekenmark 1820 med titeln: "Handbok för unga Fruntimmer, i konsten att tillverka Bomulls-och Linnevävnader efter engelska uppgifter och egna försök". Överlag var deras mönsterböcker inriktade på den kvinnliga kundkretsen av vävare, vilket innebar att jacquardvävare inte begagnade sig av mönstren i samma utsträckning. Hemslöjden kom därigenom att få en viss avoghet mot jacquardvävar som varande industriproduktion, till skillnad från den manuella vävningen med harnesk och drag.
Lovisa Nylander och Wilhelmina Bergman kom att vidareutveckla de ekenmarkska mönstren under senare delen av 1800-talet.